# Acer cinerascentiforme
Acer cinerascentiforme — вид квіткових рослин з родини сапіндових (Sapindaceae).

## Поширення
Вид є ендеміком Лівану.